# Кастијон (Калвадос)
Кастијон (фр. Castillon) насеље је и општина у северној Француској у региону Доња Нормандија, у департману Калвадос која припада префектури Баје.
По подацима из 2011. године у општини је живело 331 становника, а густина насељености је износила 30,04 становника/km². Општина се простире на површини од 11,02 km². Налази се на средњој надморској висини од 50 метара (максималној 132 m, а минималној 39 m).

## Демографија
| 1962. | 1968. | 1975. | 1982. | 1990. | 1999. | 2011. |
| ----- | ----- | ----- | ----- | ----- | ----- | ----- |
| 319   | 325   | 298   | 294   | 284   | 308   | 331   |

График промене броја становника у току последњих година